# Kamina (Schiff)
Die Kamina war ein in Belgien für eine polnische Reederei gebautes, aber nicht fertiggestelltes Kühlschiff, das letztlich als Schulschiff von der belgischen Marine genutzt wurde. Das Schiff hatte eine bewegte Laufbahn unter verschiedenen Flaggen und mit wechselnden Namen. Im Zweiten Weltkrieg wurde das noch unfertige Schiff von der deutschen Kriegsmarine konfisziert, zum Schnellbootbegleitschiff umgebaut und als Hermann von Wißmann eingesetzt. Nach Kriegsende diente es einige Zeit als Wohnschiff mit dem Namen Royal Herald.

## Schicksal

### Bau und Beschlagnahme
Das Schiff wurde am 11. Dezember 1939 auf der Werft John Cockerill S.A. in Hoboken (Antwerpen) mit der Baunummer 683 auf Kiel gelegt. Es sollte als Motorfruchtschiff unter dem Namen Lewant III für die Reederei Zegluga Polska fahren. Das noch unfertige Schiff wurde, ebenso wie das Schwesterschiff Lewant II, die spätere Gustav Nachtigal, bei der Besetzung von Antwerpen im Mai 1940 in der Werft von der deutschen Wehrmacht beschlagnahmt. Das Schiff wurde kurz darauf vom Stapel gelassen und nach Kiel überführt. Vor allem wegen des Mangels an Kupfer fiel eine endgültige Entscheidung zum Weiterbau und der Verwendung der beiden Schiffe aber erst nahezu zwei Jahre später, Ende April 1942.

### Kriegsmarine: Schnellbootbegleitschiff
Das Schiff wurde nun zum S-Boot-Begleiter um- und fertiggebaut. Die Laderäume wichen Unterkünften für die Besatzungen von S-Booten, und es wurden Werkstätten und Lagerräume für S-Boot-Bedarf installiert. Das Schiff war 114 m lang (ü.A.) und 14,7 m breit und hatte einen Tiefgang von 6,01 m. Die Wasserverdrängung betrug 3100 t (standard) bzw. 3700 t (maximal). Die Bewaffnung bestand aus drei 10,5-cm-Schnellladekanonen, drei 3,7-cm-Zwillings-Flak und fünf 2-cm-Zwillings-Flak. Ein 3800-PS-Dieselmotor von Burmeister & Wain und zwei Schrauben erlaubten eine Höchstgeschwindigkeit von 14,5 Knoten. 450 t Diesel konnten gebunkert werden und der Fahrbereich betrug 10.000 Seemeilen bei einer Marschgeschwindigkeit von 11,5 Knoten. Die Stammbesatzung zählte rund 225 Mann.
Die Arbeiten zogen sich lange hin. Erst am 16. Dezember 1943 konnte das Schiff, nunmehr benannt nach Hermann von Wißmann (1853–1905), dem Afrikaforscher und ersten Gouverneur von Deutsch-Ostafrika, unter dem Befehl von Kapitänleutnant Karl Jakobsen in Dienst gestellt werden. Das Schiff diente zunächst bei der S-Boot-Lehrdivision. Ab Mitte Juli 1944 war die Hermann von Wißmann mit der 5. Schnellbootsflottille im Finnischen Meerbusen stationiert, erst in Helsinki, dann in Hamina, ab 2. September in Baltischport, und ab 22. September in Windau. Als der Frachtdampfer Moero (6.111 BRT) am Morgen des 21. September 1944 bei der Evakuierung von Reval mit 700 Verwundeten und 573 Flüchtlingen an Bord westlich von Windau von 17 sowjetischen Bombern des Typs Douglas A-20 angegriffen und durch Torpedotreffer versenkt wurde, retteten die Hermann von Wißmann, der Frachter Lappland, ein Torpedoboot und ein Minensuchboot insgesamt 618 Überlebende. Am 1. Oktober, als das Schnellbootbegleitschiff Tsingtau mit der 2. S-Schul-Flottille in Windau einlief, wurde die neuere Hermann von Wißmann wegen der erhöhten Luftbedrohung nach Deutschland zurück verlegt.
Dort wurde sie noch im Oktober der von der Westfront über Binnenwasserstraßen nach Swinemünde zurückgekehrten 4. Schnellbootsflottille zugeteilt, die nach Norwegen verlegt werden sollte. Das Schiff, nun unter Kapitänleutnant d.R. Vassel, marschierte mit der Flottille über Frederikshavn (Dänemark) nach Kristiansand, wo es am 9. November 1944 eintraf, und ging am nächsten Tag weiter nach Egersund. Als die 4. Flottille bereits am 17. Dezember 1944, einen Tag nach dem Beginn der Ardennenoffensive, wieder in die Deutsche Bucht und von dort nach Holland befohlen wurde, blieb die Hermann von Wißmann in Norwegen, wo sie weiterhin als Versorger für U-Boote Dienst tat. Im April 1945 übernahm Kapitänleutnant Albert Müller das Schiff.

### Royal Navy: WohnschiffRoyal Herald
Nach dem Kriegsende wurde das Schiff britische Kriegsbeute. Die Royal Navy machte es wieder flott und nutzte es unter dem Namen Royal Herald als Wohnschiff in Kiel.

### Belgische Marine: Truppentransporter und SchulschiffKamina
Im Jahr 1950 wurde das belgische Amt für wirtschaftlichen Wiederaufbau (Office Belge de Récupération Economique) auf das Schiff aufmerksam und verlangte es zurück. Im Oktober 1950 wurde es, inzwischen in ziemlich schlechtem Zustand, nach Antwerpen geschleppt. Da sich um diese Zeit die Frage stellte, wie man das den Vereinten Nationen bzw. den US-Amerikanern für den Koreakrieg zugesagte belgische Freiwilligen-Bataillon nach Korea bringen sollte, wurde schließlich beschlossen, das Schiff zu diesem Zweck wieder instand zu setzen und zum Truppentransporter umzurüsten. Das Schiff wurde mit zwei 7,6-cm-Geschützen, vier 4,0-cm-Bofors-Flugabwehrkanonen und fünf 2,0-cm-Oerlikon-Flak bewaffnet. Es hatte nun vorn 4,65 m und achtern 5,52 m Tiefgang, verdrängte 3.949 t (leer) bzw. 5.202 t (maximal) und konnte 670 Mann eingeschiffte Truppen befördern. Die Stammbesatzung bestand nunmehr aus 14 Offizieren sowie 161 Unteroffizieren und Mannschaften.
Die Abreise des Bataillons, dem auch ein Zug Freiwilliger aus Luxemburg angehörte, sollte am 18. Dezember 1950 stattfinden. Tatsächlich gelang es, das Schiff rechtzeitig instand zu setzen. Es wurde am 8. Dezember 1950 mit der Kennung AP 907 und unter dem Namen Kamina als TNA (Transport Naval Auxiliare = Hilfsmarinetransporter) unter dem Befehl von Fregattenkapitän Robins in Dienst gestellt. Namensgeber war die große belgische Militärbasis Kamina in Belgisch Kongo. Am 9. Dezember 1950 machte die Kamina ihre erste Probefahrt unter belgischer Flagge. Am 18. Dezember verließ sie dann, wie geplant, und begleitet von dem Minensucher M 901 Georges Lecointe Antwerpen mit den 670 Mann des belgisch-luxemburgischen Freiwilligen-Bataillons und brachte sie nach Pusan in Korea. Dort traf sie am 31. Januar 1951 ein.
Nach seiner Rückkehr aus Korea wurde das Schiff am 26. März 1951 stillgelegt, damit auf der Werft Béliard et Crighton in Ostende wesentliche Veränderungen zur Verbesserung der Truppenunterkünfte und Tropentauglichkeit ausgeführt werden konnten. Auch wurden drei der bisher fünf 2,0-cm-Flak entfernt. Am 1. Dezember 1952 wurde die Kamina mit der neuen Kennung AP 957 und unter dem Befehl von Fregattenkapitän Böting wieder in Dienst gestellt. Sie diente nun dazu, belgische Truppen in den Kongo und wieder zurückzubringen. Sie konnte bis zu 657 Mann eingeschiffte Truppen befördern. Die erste Reise dieser Art begann am 15. April 1953. Insgesamt machte die Kamina 24 derartige Hin- und Rückfahrten in den Kongo unter den Kommandanten Böting, Fregattenkapitän Lurquin (ab August 1955), Korvettenkapitän van Dyck (ab Juli 1957), Korvettenkapitän Pesch (ab 1959) und Korvettenkapitän Vervynck (ab April 1960). Dazwischen erfolgten gelegentliche andere Auslandsfahrten. Am 7. November 1954 holte die Kamina die belgischen Freiwilligen aus Korea ab und kehrte mit ihnen am 9. Februar 1955 nach Oostende zurück.
Mit der Unabhängigkeit der Demokratischen Republik Kongo im Juli 1960 und der Übergabe der Militärbasis Kamina im Oktober 1960 an die Vereinten Nationen endete diese Aufgabe. Im August 1960 evakuierte das Schiff 600 Flüchtlinge von Boma nach Kitona. Von September bis November 1960 unternahm das Schiff eine unbewaffnete Reise unter UN-Aufsicht, um Truppen aus dem Kongo zu evakuieren. Die letzte Kongo-Reise, nun wieder unter belgischer Flagge, erfolgte im November/Dezember 1960 zum Heimholen noch verbliebener Truppen.
Vom 1. Februar bis zum 31. Dezember 1961 war das Schiff wieder außer Dienst, um zum Kadettenschulschiff und Versorger umgebaut zu werden. Dabei wurde auch die Bewaffnung leicht geändert: statt der bisherigen zwei 2,0-cm-Oerlikon-Flak erhielt das Schiff nun zwei 12,7-mm-Browning-Flugabwehr-MG. Ab 6. Februar 1962 diente die Kamina, mit der neuen Kennung A 957, als Schulschiff (mit Kapazität für 250 Kadetten) und Versorger und zeigte die belgische Flagge bei langen Auslandsfahrten unter dem Befehl von Fregattenkapitän Pesch (ab 1963), Korvettenkapitän (ab 1965 Fregattenkapitän) Schlim (ab Juli 1964) und Fregattenkapitän Dumomy (ab Oktober 1966). Bei mehreren Gelegenheiten diente sie auch als Tender für Minensucher in der Nordsee und als Truppentransporter bei NATO-Manövern. In den Jahren 1965, 1966 und 1967 unternahm sie eine Anzahl von Altmunitionversenkungsfahrten in den Ärmelkanal (Hurd’s Deep nördlich von Alderney). Ihre letzte Auslandsreise war im April 1967 nach Montreal (Kanada), wo sie die belgische Flagge bei der Weltausstellung Expo 67 zeigte. Insgesamt hatte sie mehr als 400.000 Seemeilen zurückgelegt und in 71 Häfen in 42 Ländern die Flagge gezeigt.
Die letzte Fahrt der Kamina ging am 6. September 1967 von Oostende nach Zeebrugge – mit all ihren ehemaligen Kommandanten an Bord. Von dort wurde das Schiff von den Schleppern Burgemeester Vandamme und Rolf Gerling nach Brügge geschleppt. Die Streichung aus der Schiffsliste erfolgte am 18. September 1967. Am 12. September 1968 wurde das Schiff für 3.929.000 Franken an die Firma Brugse Scheepssloperij in Brügge verkauft und von dieser ab 26. September 1968 abgewrackt.